# Pavel Sukhov
Pavel Vladislavovich Sukhov, né le 7 mai 1988 à Kouïbichev est un escrimeur russe  et pratiquant l'épée.

## Palmarès
- Championnats du monde d'escrime
  -  Médaille de bronze aux championnats du monde d'escrime 2013 à Budapest
- Championnats d'Europe d'escrime
  -  Médaille d'or aux championnats d'Europe d'escrime 2012 à Legnano
  -  Médaille de bronze par équipes aux championnats d'Europe d'escrime 2011 à Sheffield
  -  Médaille de bronze aux championnats d'Europe d'escrime 2010 à Leipzig